# Sinularia humesi
Sinularia humesi är en korallart som beskrevs av Verseveldt 1968. Sinularia humesi ingår i släktet Sinularia och familjen läderkoraller. Inga underarter finns listade i Catalogue of Life.